# Campionati del mondo di ciclismo su strada 2010 - Cronometro femminile Elite
La cronometro individuale femminile Elite dei Campionati del mondo di ciclismo su strada 2010 è stata corsa il 28 settembre nell cittadina di Geelong, in Australia, e ha affrontato un percorso totale di 22,7 km. È stata vinta dalla britannica Emma Pooley.

## Percorso
Il percorso si snoda interamente lungo un circuito tra le vie della cittadina di Geelong, a pochi chilometri da Melbourne. 
A differenza della cronometro maschile elite, che prevede due giri del circuito, le donne affrontano una sola tornata; la partenza è situata lungo Moorabool Street e il percorso affronta già un breve tratto in salita fino all'incrocio con McKillop Street, da cui una discesa di quasi due chilometri porta in Barrabool Road. Qui si affronta un tratto rettilineo lungo il Barwon River, fino alla rotatoria con Shannon Avenue, in cui si gira a destra in Mount Pleasant Road. Lasciato il tratto rettilineo, il percorso affronta una serie di sali-scendi che possono mettere alla prova la resistenza delle partecipanti. Da Mt Pleasant Rd ci si immette in Scenic Road, dove si raggiunge il punto più alto del circuito. Da questo, il percorso scende fino a Queens Park Road affrontando una discesa di 2,5 km in cui si possono raggiungere i 100 km/h. Terminata la discesa, un nuovo strappo porta in Aphrasia Street ed è seguito da una seconda lunga discesa lungo Pakington Street, Church Street e Glenleith Avenue che porta sulla costa dell'oceano, un tratto vallonato ma tuttavia molto veloce. Il passaggio da Hearne Parade, vicino al giardino botanico di Geelong, può essere reso difficoltoso dal vento. Lasciato il tratto costiero il percorso piega verso sud, attraversa per un breve tratto Geelong-Portarlington Road e ritorna nel giardino botanico, portandosi nuovamente verso la costa. Uscite dal parco, le atlete affrontano l'ultimo chilometro e mezzo lungo Malop Street, rettilineo che immette in Moorabool Street dove è situato l'arrivo.

## Squadre e corridori partecipanti
Ogni nazione poteva iscrivere quattro atlete e schierarne due in gara. Le campionesse continentali e la campionessa mondiale uscenti potevano essere iscritte in aggiunta alle sei partecipanti iscritte. Tuttavia, l'unica iscritta alla gara tra queste è la campionessa oceanica Alexis Rhodes.
- Campionessa mondiale uscente:  Kristin Armstrong
- Europa:  Aleksandra Burčenkova
- America:  Ana Paola Villegas
- Africa:  Cashandra Slingerland
- Asia:  Eun Ju Son
- Oceania:  Alexis Rhodes

Le 38 partecipanti, a differenza delle edizioni precedenti, non sono state suddivise in gruppi, ma partono a distanza di un minuto e mezzo l'una dall'altra.
| 38 | Veronica Leal Bladeras  | 24° | 28 | Svitlana Galyuk     | 25° | 18 | Emma Johansson      | 11° | 8 | Emma Pooley       | 1°  |
| 37 | Kimberley Yap           | 34° | 27 | Patricia Schwager   | 13° | 17 | Katazina Sosna      | 23° | 7 | Noemi Cantele     | 12° |
| 36 | Chanpeng Nontasin       | 26° | 26 | Shara Gillow        | 8°  | 16 | Tatiana Guderzo     | 10° | 6 | Regina Bruins     | 21° |
| 35 | Kathryn Bertine         | 36° | 25 | Tara Whitten        | 7°  | 15 | Anne Samplonius     | 15° | 5 | Amber Neben       | 4°  |
| 34 | Lesya Kalitovska        | 28° | 24 | Grace Verbeke       | 22° | 14 | Charlotte Becker    | 14° | 4 | Olga Zabelinskaya | 20° |
| 33 | Valeria Teresita Muller | 27° | 23 | Doris Schweizer     | 29° | 13 | Belen Lopez Morales | 33° | 3 | Linda Villumsen   | 3°  |
| 32 | Mariana Mohammad        | 35° | 22 | Rosa Maria Bravo    | 31° | 12 | Jeannie Longo       | 5°  | 2 | Alexis Rhodes     | 19° |
| 31 | Tat'jana Panina         | SQ  | 21 | Monrudee Chapookham | 30° | 11 | Vicki Whitelaw      | 18° | 1 | Judith Arndt      | 2°  |
| 30 | Yelena Antonova         | 32° | 20 | Evelyn Stevens      | 6°  | 10 | Тat'jana Аntošina   | 17° |   |                   |     |
| 29 | Dinah Chan              | 37° | 19 | Melissa Holt        | 16° | 9  | Emilia Fahlin       | 9°  |   |                   |     |

## Classifica (Top 10)
| Pos. | Corridore       | Squadra       | Tempo     |
| ---- | --------------- | ------------- | --------- |
| 1    | Emma Pooley     | Gran Bretagna | 32'48"44  |
| 2    | Judith Arndt    | Germania      | a 15"17   |
| 3    | Linda Villumsen | Danimarca     | a 15"80   |
| 4    | Amber Neben     | Stati Uniti   | a 37"66   |
| 5    | Jeannie Longo   | Francia       | a 43"94   |
| 6    | Evelyn Stevens  | Stati Uniti   | a 1'00"08 |
| 7    | Tara Whitten    | Canada        | a 1'05"91 |
| 8    | Shara Gillow    | Australia     | a 1'13"18 |
| 9    | Emilia Fahlin   | Svezia        | a 1'22"20 |
| 10   | Tatiana Guderzo | Italia        | a 1'25"55 |